# Gornji Milješ
Gornji Milješ este un sat din municipiul Podgorica, Muntenegru. Conform datelor de la recensământul din 2003, localitatea are 672 de locuitori (la recensământul din 1991 erau 708 locuitori).

## Demografie
În satul Gornji Milješ locuiesc 448 de persoane adulte, iar vârsta medie a populației este de 32,1 de ani (31,4 la bărbați și 32,8 la femei). În localitate sunt 143 de gospodării, iar numărul mediu de membri în gospodărie este de 4,70.
|  |

| Demografie | Demografie | Demografie |
| An         | Locuitori  | Locuitori  |
| ---------- | ---------- | ---------- |
|            |            |            |
|            |            |            |
|            |            |            |
|            |            |            |
| 1948       | 351        |            |
| 1953       | 313        |            |
| 1961       | 381        |            |
| 1971       | 431        |            |
| 1981       | 552        |            |
| 1991       | 708        | 588        |
| 2003       | 1000       | 672        |

| \| Componența etnică conform recensământului din 2003[2] \| Componența etnică conform recensământului din 2003[2] \| Componența etnică conform recensământului din 2003[2] \| Componența etnică conform recensământului din 2003[2] \| Componența etnică conform recensământului din 2003[2] \| \| ----------------------------------------------------- \| ----------------------------------------------------- \| ----------------------------------------------------- \| ----------------------------------------------------- \| ----------------------------------------------------- \| \| \| \| \| \| \| \| Albanezi \| Albanezi \| \| 665 \| 98,95% \| \| Musulmani \| Musulmani \| \| 4 \| 0,59% \| \| Muntenegreni \| Muntenegreni \| \| 2 \| 0,29% \| \| necunoscută \| necunoscută \| \| 0 \| 0% \| |              |  |     |        |
| Componența etnică conform recensământului din 2003 |              |  |     |        |
| |              |  |     |        |
| Albanezi | Albanezi     |  | 665 | 98,95% |
| Musulmani | Musulmani    |  | 4   | 0,59%  |
| Muntenegreni | Muntenegreni |  | 2   | 0,29%  |
| necunoscută | necunoscută  |  | 0   | 0%     |